# Jampay
Jampay es una localidad peruana ubicada en el distrito de Huancapón, perteneciente a la provincia de Cajatambo del departamento de Lima, al centro oeste del Perú. 

## Ubicación
Jampay se ubica al sur de la provincia de Cajatambo, en el distrito de Huancapón, en el departamento de Lima.

## Demografía
En 2017 Jampay tenía una población de 7 habitantes y 6 viviendas.
| Gráfica de evolución demográfica de Jampay entre 1993 y 2017 |
|                                                              |
| Fuentes: Población 1993 y 2017                               |